# Below the Lights
Below the Lights este cel de-al șaptelea album de studio al formației Enslaved. Este ultimul album de studio cu Dirge Rep și primul cu Ice Dale.
În 2011 a fost relansat de casa de discuri Osmose Productions pe disc vinil alb stropit (limitat la 200 copii) și disc vinil albastru (limitat la 300 copii). E interesant de menționat faptul că melodia "Havenless" apare în coloana sonoră a filmului documentar Metal: A Headbanger's Journey.
Revista Terrorizer a clasat Below the Lights pe locul 2 în clasamentul "Cele mai bune 40 de albume ale anului 2003".

## Lista pieselor
1. "As Fire Swept Clean The Earth" - 06:35
2. "The Dead Stare" - 05:37
3. "The Crossing" - 09:11
4. "Queen Of Night" - 05:59
5. "Havenless" - 05:35
6. "Ridicule Swarm" - 06:18
7. "A Darker Place" - 07:01

## Personal
- Grutle Kjellson - vocal, chitară bas
- Ivar Bjørnson - chitară, sintetizator
- Ice Dale - chitară
- Dirge Rep - baterie